# Monomorium flavum
Monomorium flavum är en myrart som beskrevs av Cedric A. Collingwood 1961. Monomorium flavum ingår i släktet Monomorium och familjen myror. Inga underarter finns listade i Catalogue of Life.